# Nucleação

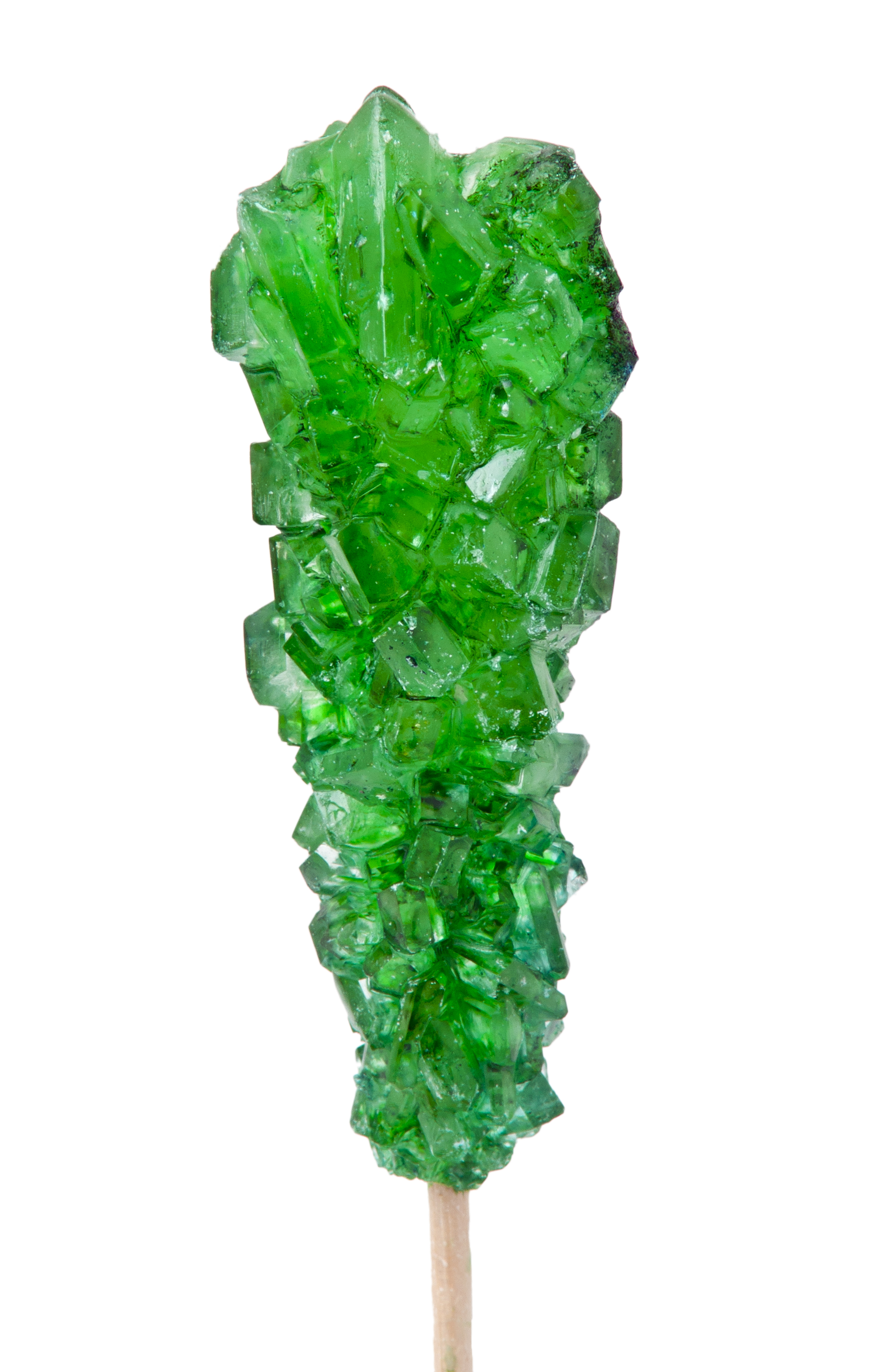
Imagem de um doce de rocha verde, que mostra a estrutura de cristal ampliada de açúcar. Quando o açúcar é super saturado em água, a nucleação ocorrerá, permitindo que moléculas de açúcar fiquem juntas e formem grandes estruturas cristalinas.

Nucleação é o primeiro passo na formação de qualquer nova fase termodinâmica ou uma nova estrutura através de auto-montagem ou de auto-organização.
A nucleação é normalmente definida como sendo o processo que determina quanto tempo um observador tem de esperar antes que uma nova fase ou estrutura auto-organizada apareça. Nota-se que a nucleação é, frequentemente, muito sensível às impurezas no sistema. Devido a isso, muitas vezes é importante fazer a distinção entre a nucleação heterogênea e a nucleação homogênea. Nucleação heterogênea ocorre em locais de nucleação sobre as superfícies do sistema. Nucleação homogênea ocorre longe de uma superfície.

## Nucleação homogênea
É um fenômeno que ocorre quando um sistema que inicialmente está em um estado de equilíbrio térmico estável se torna metaestável como resultado de flutuações térmicas, onde não é influenciada de maneira alguma por qualquer tipo de sólidos, isso inclui as paredes do vaso cristalizador e partículas de qualquer substância estranha. Assumindo que os núcleos da fase sólida se formam no interior do líquido à medida que os átomos se aglomeram para formar um arranjo semelhante àquele encontrado no interior da fase líquida e que cada núcleo formado tenha um arranjo esférico, onde sua composição química não varia.Desta forma é possível determinar para um sistema que é passível de cristalização, abaixo da temperatura de fusão a energia livre da fase cristalina é menor do que a do líquido. Essa diferença de energia (∆G), que à temperatura de fusão de equilíbrio (Tm) é = 0, aumenta à medida que a temperatura diminui. Entretanto, ∆G = 0  à Tm ou G < O a uma temperatura menor, não significa que o líquido amorfo irá se cristalizar, isso significa que  a cinética da transformação não é determinada apenas por ∆G, mas sim em função de dois parâmetros: um que envolvem a diferença de energia livre entre o estado sólido e o estado líquido e outro dependente da fronteira sólido-líquido, onde há uma importante contribuição da superfície interfacial que está sendo criada. A energia livre associada a esta superfície deve ser adicionada para se obter a variação total de energia livre, ou seja, a barreira termodinâmica a ser transposta na cristalização. Portanto, se considerarmos a formação de um embrião, a barreira termodinâmica para essa transformação será o resultado da soma dos dois fatores, diminuição da energia livre volumétrica por unidade de volume (G) e aumento da energia livre superficial específica σ
   {\displaystyle G={\frac {4}{3}}\pi r^{3}\Delta G_{v}+4\pi r^{2}\sigma } (1)
As contribuições das energias livres de volume, de superfície e total estão traçadas em função de r. A energia livre volumétrica da fase cristalina é sempre menor do que a fase inicial, líquida, portanto, ∆Gv é sempre negativa e diminui proporcionalmente à terceira potência de r sendo ela responsável pela contribuição do 1º termo da Equação (1). Já a energia livre superficial específica da interface é sempre positiva e o 2º termo dessa mesma equação aumenta com um proporcionalmente à segunda potência. Consequentemente a curva associada à soma de ambos os termos inicialmente aumenta, passa por um valor máximo e decresce. O sentido físico para esse dado é que conforme uma partícula sólida começa a se formar como um aglomerado de átomos no interior do líquido, sua energia livre inicialmente aumenta. Se esse aglomerado atinge o tamanho correspondente ao raio crítico r*, o crescimento continuará acompanhado de uma diminuição da energia livre. Por outro lado, de o aglomerado não atingir o raio crítico r >  r* ele estrará em equilíbrio com a fase líquida se dissolvendo. Essa partícula subcrítica é um embrião, enquanto a partícula de raio r* é o núcleo. Uma vez que r *e  ∆G* são máximos de uma curva pode-se obter:
{\displaystyle {\frac {d\Delta G}{dr}}={\frac {4}{3}}\pi \Delta G_{v}(3r^{2})+4\pi \sigma (2r^{1})=0}{\displaystyle r*={\frac {-2\sigma }{\Delta G_{v}}}}, (3)  Agora substituindo (3) em (1)
{\displaystyle \Delta G^{*}={\frac {16\pi \sigma ^{3}}{3(\Delta G_{v})^{2}}}}
Essa variação na energia livre de volume ∆G*é a força motriz para a transformação durante a solidificação e sua magnitude é uma função da temperatura. O crescimento só é possível para embriões com tamanho mínimo igual àquele de raio crítico, uma vez que o seu crescimento propicia a diminuição no valor de G. Somente então, o embrião é considerado como núcleo da nova fase. O valor do raio crítico r* varia com o super-resfriamento (∆T = Tm -T) quanto maior este, menor é o tamanho crítico do núcleo, já que maior é a diferença da energia livre volumétrica entre o líquido e o sólido. A Nucleação Homogênea ocorre quando o super-resfriamento é apenas o suficiente para permitir que o embrião supere o tamanho crítico, e assim promova a cristalização.

## Nucleação Heterogênea
Embora os níveis de super-resfriamento para nucleação homogênea possam ser significativos, em situações práticas eles não são. A razão para esse fato decorre de que a barreia energética, energia de ativação, para nucleação é diminuída quando os núcleos se formam sobre superfícies ou interfaces preexistentes, na prática, a nucleação heterogênea sobre superfícies ocorre com muito maior frequência do que a nucleação homogênea. Tais superfícies podem ser as do recipiente que contém o líquido ou as de partículas de impurezas ou de materiais introduzidos deliberadamente. Para compreender esse fenômeno, deve-se considerara nucleação de uma partícula sólida sobre uma superfície plana a partir de uma fase líquida. Nestes casos, um raio de curvatura maior do que o raio crítico é possível com uma energia interfacial líquido-sólido bem menor do que aquela da nucleação homogênea. Portanto, abarreira termodinâmica é reduzida pela presença de superfícies facilmente "molhadas" pelo líquido e pelo sólido, sendo neste caso dada por:
{\displaystyle G_{he}=V\Delta G_{v}+A_{el}\sigma _{el}+\pi r^{2}\sigma _{ie}-\pi r^{2}\sigma _{il}}
onde V é o volume do embrião (núcleo),  a área da superfície na interface embrião-líquido,  o raio do embrião e σel, σie, σil são as tensões superficiais nas interfaces embrião-líquido, embrião-impureza e impureza-líquido, respectivamente.
Como , então  {\displaystyle \sigma _{el}\cos {\theta }=\sigma _{il}-\sigma _{ie}}
{\displaystyle G_{he}=V\Delta G_{v}+A_{el}\sigma _{el}-\pi r^{2}\sigma _{el}\cos {\theta }}
Na nucleação heterogênea, o valor de σ é bem menor do que a na nucleação homogênea, de forma que o tamanho crítico do núcleo é também menor. Além disso, como se pode verificar na Figura 3, um número muito menor de átomos ou moléculas são necessários para a formação de uma partícula sólida (núcleo) com tamanho mínimo para o crescimento. Assim, a nucleação heterogênea ocorre mais facilmente com menores super-resfriamentos.

## Teoria de nucleação

### Teoria Clássica da Nucleação (CNT)
é o modelo teórico mais comum usado para entender a nucleação de uma nova fase termodinâmica, como um líquido ou sólido. É uma teoria aproximada, que fornece uma previsão razoável das taxas de nucleação. A CNT deriva do trabalho de Volmer e Weber, Becker e Döring e Frenkel. É baseada na condensação de vapor em um líquido que pode ser estendido a outros sistemas de equilíbrio líquido-sólido, como cristalização de derretimentos e soluções também. A mudança na energia livre do sistema durante a nucleação homogênea de um núcleo esférico de raio é dada por
{\displaystyle \Delta G={\frac {-4\pi r^{3}}{3\nu }}KT\ln S+4\pi r^{2}\sigma }
onde o primeiro termo representa a contribuição feita para ΔG por energia livre do bulk, {\displaystyle 4\pi r^{3}/3\nu } representa o número de moléculas em um cluster de raio r  com o volume de uma única molécula como {\displaystyle \nu } , {\displaystyle S=p/P*}    é a razão de supersaturação do vapor,  é a energia superficial específica da interface entre a gota e o vapor. Para o núcleo de maior, o primeiro termo domina levando à diminuição de ΔG, pois representa a diminuição de energia na transição do vapor para o líquido. Quando r é menor, o segundo termo domina, o que representa a criação de uma nova superfície que leva ao aumento de ΔG . Assim, dois termos na equação acima dependem diferentemente de r e, portanto, a energia livre ΔG da formação passa por um máximo = r*  , em que é o raio do núcleo crítico no qual a probabilidade de formação de um núcleo passa por um mínimo . Diferenciar esta equação em relação a r para encontrar  r* dá  r*= {\displaystyle 2\sigma /(KT\ln S)} , e a barreira à nucleação é dada pela equação
{\displaystyle \Delta G^{*}={\frac {16\pi \sigma ^{3}\nu ^{2}}{3K^{2}T^{2}\ln S^{2}}}}
O núcleo crítico está em equilíbrio metaestável com o vapor, e a adição de moléculas diminui a energia livre; portanto, esses núcleos são mais prováveis. A taxa de nucleação,J  (número de núcleos por unidade de volume por unidade de tempo) pode ser expressa na forma da equação da velocidade da reação de Arrhenius,
{\displaystyle J=A^{\frac {-\Delta G^{*}}{KT}}}
onde A é o pré-fator determinado a partir de considerações cinéticas,K  é a constante de Boltzmann e T é a temperatura.  Substituindo a barreira crítica de nucleação ΔG* em uma dada supersaturada na expressão final para a taxa de nucleação J, como
{\displaystyle J=A^{\frac {-16\pi \gamma ^{3}\nu ^{2}}{3K_{B}^{3}T^{3}(lnS)^{2}}}}
A energia livre de formação do cluster, seu tamanho e a taxa são os parâmetros principais na pesquisa de nucleação. O tamanho do núcleo crítico foi aproximado por vários autores usando experimentos e estudos de simulações. O número de moléculas que constituem os núcleos críticos geralmente cai na faixa de 10 a 1000 moléculas.
Algumas das suposições simplificadoras da CNT são:
(a) o núcleo pode ser descrito com as mesmas propriedades macroscópicas (densidade, estrutura, composição) da fase estável;
(b) o núcleo é esférico e a interface entre o núcleo e a solução é um limite nítido e
(c) a interface vapor-líquido é aproximada como plana, independentemente do tamanho crítico do cluster.
Isso é conhecido como aproximação capilar e pode ser razoável para grandes aglomerados, mas para pequenos aglomerados a superfície é altamente curva e a aproximação leva a grandes discrepâncias. A suposição de forma esférica também não é válida como no caso do NaCl, que produz núcleo em forma cúbica. Além disso, se o polimorfismo é esperado para um sistema, ele pode não necessariamente se nuclear na forma estável, mas passa por um caminho no qual a barreira de energia livre é mínima, o que não é levado em consideração pela CNT. Embora a teoria seja capaz de capturar a física subjacente dos fenômenos e fornecer uma boa interpretação qualitativa dos dados de nucleação, sua falha em fornecer uma descrição quantitativa correta levou à falha da CNT para uma variedade de sistemas. Outra falha da teoria é que ela é incapaz de explicar a nucleação em fuga barreira em supersaturações altas. Apesar de várias extensões e desenvolvimentos em abordagens teóricas, a CNT ainda serve como uma plataforma para descrever a nucleação, uma vez que se baseia em informações acessíveis experimentalmente. Embora forneça estimativas razoáveis de supersaturações críticas e taxas de nucleação para alguns sistemas, como a água, experimentos em vários sistemas revelaram as deficiências na capacidade preditiva da CNT, o que será discutido na próxima seção

## Características
A nucleação é geralmente um processo estocástico (aleatório), portanto, mesmo em dois sistemas idênticos, a nucleação ocorrerá em momentos diferentes. Esse comportamento é semelhante ao decaimento radioativo.
Uma equipe de pesquisa usou um microscópio eletrônico de última geração, que criou imagem de uma amostra usando elétrons. A amostra é girada, e da mesma maneira que uma tomografia computadorizada gera uma radiografia tridimensional do corpo humano, a tomografia eletrônica atômica cria imagens 3D de átomos dentro de um material. Pela primeira vez, em 2019, os cientistas capturaram movimento atômico em 4D

## Exemplos
- Nuvens se formam quando o ar úmido se resfria (muitas vezes porque o ar está subindo) e muitas pequenas gotas de água nucleam a partir do ar super saturado.[1] A quantidade de vapor de água que o ar pode transportar diminui com temperaturas mais baixas. O excesso de vapor começa a nuclear e forma pequenas gotículas de água que formam uma nuvem. Nucleação das gotículas de água líquida é heterogênea, ocorrendo em partículas conhecidas como núcleos de condensação de nuvens. A semeadura de nuvens é o processo de adição de núcleos de condensação artificiais para acelerar a formação de nuvens.
- A nucleação é o primeiro passo na cristalização, de modo que determina se um cristal pode se formar. Frequentemente cristais não formam-se mesmo quando eles são o estado termodinamicamente favorecido. Por exemplo, pequenas gotas de água muito pura pode permanecer líquidas quando abaixo de -30 °C, embora gelo seja o estado estável abaixo de 0 °C.[1]
- Bolhas de dióxido de carbono nucleam logo após a pressão ser liberada a partir de um recipiente de líquido carbonatado. Nucleação muitas vezes ocorre mais facilmente em uma interface preexistente (nucleação heterogênea), como acontece em lascas de ebulição (boiling chips) e cordão usado para fazer doces de rocha (rock candy).

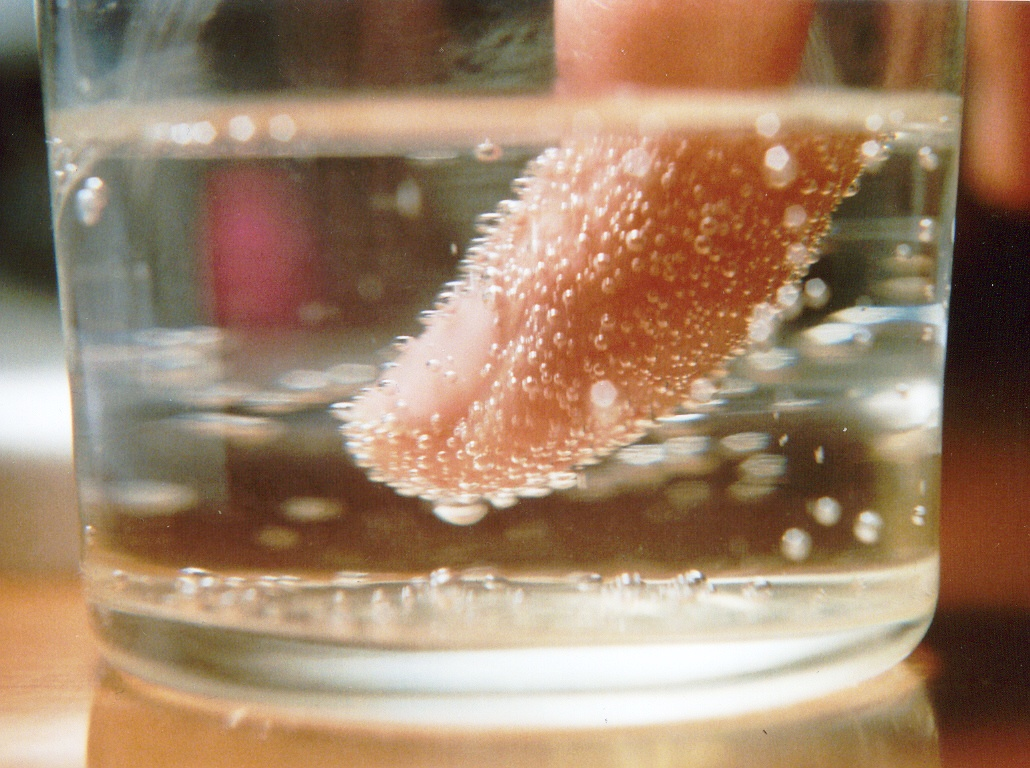
A nucleação de bolhas de dióxido de carbono em volta de um dedo.